# Karin Stüber
Karin Stüber (* 1970 im Kanton Zürich) ist eine Schweizer Sprachwissenschaftlerin und Unternehmerin. Seit 2019 ist sie Verwaltungsratspräsidentin im Familienunternehmen Merbag Holding, einer der grössten Mercedes-Händler in der Schweiz.

## Karriere
Stüber studierte von 1989 bis 1995 griechische Sprach- und Literaturwissenschaft, Indogermanistik und allgemeine Religionsgeschichte an der Universität Zürich (mit Aufenthalt in Wien im Studienjahr 1991/1992). Von 1995 bis 1998 absolvierte sie ein Doktorstudium am Department of Old and Middle Irish der National University of Ireland, Maynooth. 2002 erhielt sie die Venia legendi für das Fach Vergleichende Indogermanische Sprachwissenschaft durch die Universität Zürich. Daraufhin leitete sie ein Projekt zu indogermanischen Frauennamen und übernahm Gast- und Förderprofessuren in Wien und Zürich. 2013 folgte sie dem Ruf auf die W3-Professur für Vergleichende Sprachwissenschaft an der Julius-Maximilians-Universität Würzburg.
Diese Professur gab sie 2019 zugunsten des Familienunternehmens Merbag Holding auf, wo sie das Verwaltungsratspräsidium von ihrem Vater Peter Stüber übernahm. Das Unternehmen umschliesst 21 Tochtergesellschaften und beschäftigt mehr als 3000 Mitarbeitende. Zeitgleich übernahm sie eine Teilzeit-Stelle an der Universität Zürich, wo sie die Celtic Studies Group am Institut für Vergleichende Sprachwissenschaft leitet.
Seit 2022 ist sie zudem Präsidentin der Handelskammer Deutschland-Schweiz.

## Forschungsschwerpunkte
Ihre Forschungsschwerpunkte sind die Nominalmorphologie des Indogermanischen und insbesondere des Keltischen, Syntax der keltischen Sprachen, Sprachwandel, insbesondere Grammatikalisierung und die Syntax von Verbalabstrakta.

## Schriften (Auswahl)
- Zur dialektalen Einheit des Ostionischen. Innsbruck 1996, ISBN 3-85124-657-8.
- The Historical Morphology of n-Stems in Celtic. Maynooth 1998, ISBN 978-0-901519-54-2.
- Die primären s-Stämme des Indogermanischen. Wiesbaden 2002, ISBN 3-89500-289-5.
- Schmied und Frau. Studien zur gallischen Epigraphik und Onomastik. Budapest 2005, ISBN 963-8046-55-4.
- Der altirische do-Infinitiv – eine verkannte Kategorie. Bremen 2009, ISBN 978-3-934106-69-7.